# Alte Donau
Alte Donau – jedna ze stacji metra w Wiedniu na linii U1. Została otwarta 3 września 1982. 
Znajduje się w 22. dzielnicy Donaustadt. Jej nazwa pochodzi od Starego Dunaju (niem. Alt Donau).